# Hồng Cát Đồng (phim 1986)
Hồng Cát Đồng (tiếng Triều Tiên: 홍길동전, Hong Gil-dong jeon) là một bộ phim kiếm hiệp cổ trang của Điện ảnh Bắc Triều Tiên.

## Lịch sử
Lấy ý tưởng từ bộ tiểu thuyết khuyết danh cùng tên của Triều Tiên xuất hiện vào đầu thế kỷ XVII, nguyên tác "Hồng Cát Đồng truyện" là bộ tiểu thuyết anh hùng chịu ảnh hưởng sâu sắc từ "Thủy hử", nhưng có sự khác biệt về bối cảnh, nhân vật và động cơ hành hiệp.

## Nội dung
Chuyện phim là cuộc đời gian truân của một trong những nhân vật anh hùng nửa hư nửa thực trong lịch sử Triều Tiên. Những cuộc trả thù, báo oán là điểm nhấn trong hành động của nhân vật.
Triều Tiên thế kỷ XVII, có một trang thiếu niên tên là Hồng Cát Đồng, là con một người vợ lẽ, ngay từ nhỏ luôn chịu sự ghẻ lạnh từ bà vợ cả và nỗi bất lực của cha. Lớn lên, cậu trở thành một kiếm khách luôn bảo vệ người nghèo và kẻ cô thế...

## Diễn xuất
- Thượng Tôn Huy (Chang Son-hui)... Hồng Cát Đồng
- Lý Quyền (Lee Kwon)... cha Hồng Cát Đồng
- Lý Luân Ân (Lee Ryeon-un)
- Lý Vĩnh Hạo (Lee Yong-ho)

## Ê-kíp
- Dựng phim: Hồng Thúc Điền (Hong Sok-jeon)